# Bhargain

Monumento Dargah Bhargain

Bhargain é uma cidade e uma nagar panchayat no distrito de Etah, no estado indiano de Uttar Pradesh.

## Demografia
Segundo o censo de 2001, Bhargain tinha uma população de 19,977 habitantes. Os indivíduos do sexo masculino constituem 52% da população e os do sexo feminino 48%. Bhargain tem uma taxa de literacia de 36%, inferior à média nacional de 59.5%; a literacia no sexo masculino é de 47% e no sexo feminino é de 23%. 20% da população está abaixo dos 6 anos de idade.